# دم‌خاری دمگاه‌سفید
دم‌خاری دمگاه‌سفید یا دم‌سوزنی دمگاه‌سفید (نام علمی: Zonavena sylvatica) گونه‌ای بادخورک است که در جنگل‌های بنگلادش، هند (گات‌های غربی) و نپال یافت می‌شود. اغلب بر فراز پیکره‌های آبی در وسط جنگل دیده می‌شود. می‌تواند شبیه یک بادخورک خانگی باشد اما دارای زیر دم سفید است.